# Superstrat (Gitarre)

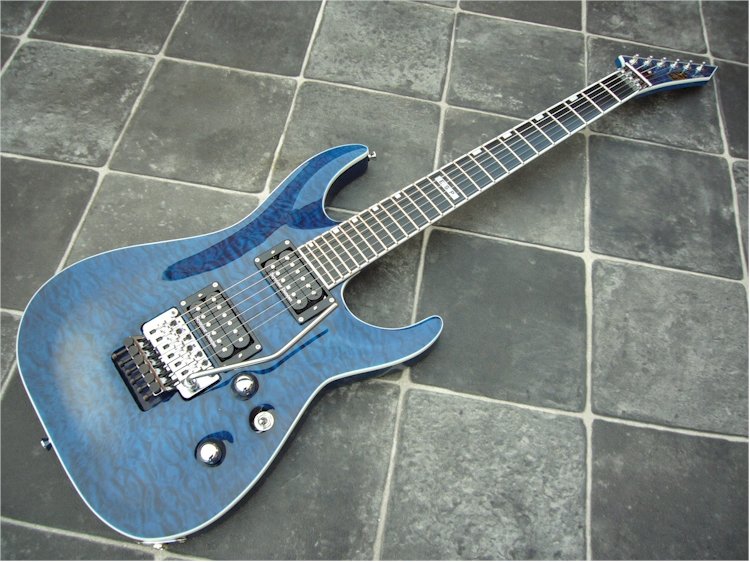
Superstrat-Modell Horizon FR-II des US-Gitarrenherstellers ESP mit zwei Humbucker-Tonabnehmern und Floyd-Rose-Vibratosystem

Superstrat bezeichnet eine seit den 1980er Jahren verbreitete Bauform der E-Gitarre, die auf dem seit 1954 hergestellten E-Gitarrenmodell Fender Stratocaster basiert und durch Jackson Guitars populär gemacht wurde. Dies ist auf die klanglichen und spieltechnischen Bedürfnisse von Rockmusik-Gitarristen zugeschnitten.

## Geschichte
In den späten 1970er und frühen 1980er Jahren modifizierten einige Rock-Gitarristen ihre Stratocaster-Gitarren, um sie klanglich und in der Bespielbarkeit an die Möglichkeiten anzunähern, die von Hard-Rock-Gitarristen in zu dieser Zeit populären Bands wie Van Halen und Quiet Riot demonstriert wurden. Die häufigsten Modifikationen waren, neben tiefer eingebuchteten Cutaways und dementsprechend mehr Bünden, der Austausch der serienmäßig verwendeten einspuligen Single Coil-Tonabnehmer der Stratocaster durch Humbucker-Pickups namhafter Hersteller (Seymour Duncan, DiMarzio), sowie die Installation von Floyd-Rose-patentierten Tremolo-Systemen. Letztere ermöglichen einen mit anderen Tremolo-Systemen kaum erreichbaren Grad an Stimmstabilität der Saiten selbst bei extremer Handhabung des Tremolo-Hebels – die weitgehende Entspannung der Saiten bei voller Lautstärke des Gitarrenverstärkers und deren umgehende Wieder-Anspannung in die korrekte ursprüngliche Saitenstimmung. Diese Technik wird nach dem erzeugten sirenenähnlichen Klangeffekt umgangssprachlich „Dive-Bomb“ genannt (sinngemäß „Sturzbomben“). Außerdem wurden die Einstellungen von Tremoloblock und Halswinkel in der Regel so aufeinander abgestimmt, dass eine besonders flache Saitenlage erzielt wurde, was die Spieltechnik begünstigt.
Traditionelle E-Gitarren-Hersteller wie Fender und Gibson versuchten auf diese Entwicklung mit eigenen Modellen zu reagieren, konnten damit allerdings nur geringen Erfolg erzielen. Hersteller von Superstrats sind unter anderem Jackson Guitars, Charvel, ESP, Kramer, B. C. Rich, Ibanez und Hamer. Ein Beispiel für eine Superstrat ist das seit 1987 hergestellte E-Gitarrenmodell Ibanez JEM.